# Cemitério Israelita da Vila Mariana
O Cemitério Israelita da Vila Mariana é uma necrópole brasileira de confissão judaica criada em 1919, no bairro da Vila Mariana, em São Paulo.

## História
Tem sua origem em uma doação de Maurício Klabin, quando da fundação da Sociedade Cemitério Israelita de São Paulo. A família Klabin ainda doaria terras para o cemitério até 1947, quando já não mais foi possível ampliar a área.
Primeiro cemitério comunitário judaico de São Paulo, a origem deste cemitério, segundo histórias populares, leva a um sítio da família Klabin, que no início do século ainda servia como sinagoga para grandes festas. Quando da doação da área, foi acordado com a prefeitura que a área se destinaria a abrigar um cemitério judaico, um católico e um protestante, uma vez que, naquela época, não havia cemitérios particulares na cidade.
A guarda dos registros de sepultamentos permaneceu como incumbência da municipalidade até 1964. Neste ano, devido a um incêndio, muitos dos registros que não possuíam cópia ficaram perdidos. O serviço de coveiros ainda fez parte de atribuição municipal até a década de 1970.
Atualmente, encontra-se quase lotado, sendo administrado pela Associação Cemitério Israelita de São Paulo - Chevra Kadisha (ACISP).

## Personalidades sepultadas no cemitério
- Lasar Segall (pintor e escultor);
- Gregori Warchavchik (arquiteto);
- Felícia Leirner (escultora);
- José Mindlin (escritor e bibliófilo).
- Kaká di Polly (drag queen e ativista).